# NGC 745-1
NGC 745-1 (другие обозначения — ESO 152-32, AM 0152-565, PGC 7054) — галактика в созвездии Эридан. Открыта Джоном Гершелем в 1834 году. Описание Дрейера: «довольно яркий, маленький объект круглой формы, немного более яркий в середине».
Лучевая скорость галактики — 6075 км/с. По ней было определено, что галактика находится в группе галактик с NGC 745-2 (PGC 95386) и J015407.7-564116.
Этот объект входит в число перечисленных в оригинальной редакции «Нового общего каталога».